# Несауалькойотль (правитель)

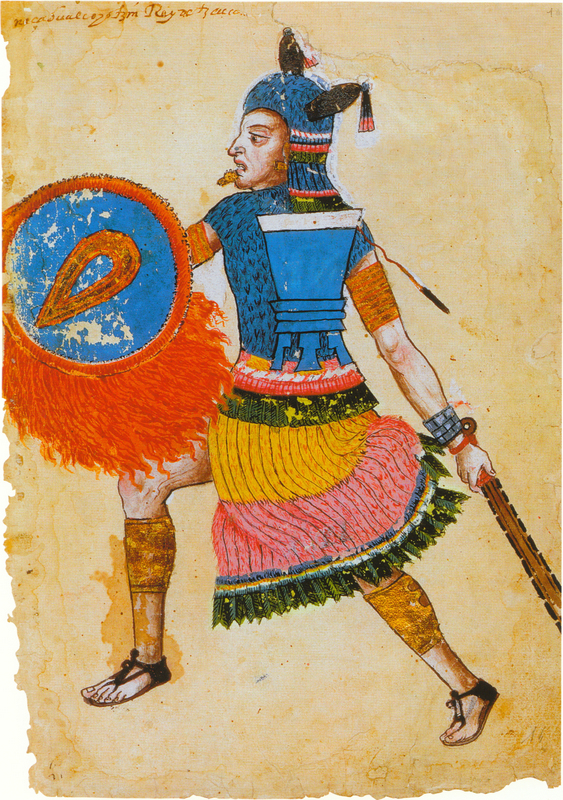
Акольмицтли Несауалькойотль

Несауалькойотль (Nezahualcoyotl, науа — «Постящийся, Яростный или Голодный Койот») Акольмистли (28 апреля, 1402 — 4 июня 1472) — тлатоани государства Тескоко, с центром в одноименном городе, в восточной части Мексиканской долины у восточного побережья озера Тескоко. Учёный, философ, воин, архитектор и поэт. Сын тлатоани Тескоко Иштлильшочитля I и сестры тлатоани Теночтитлана Чимальпопоки.

## Имя
Наименование Nahuatl NezahualCoyotl обычно переводится как «голодный койот» или «постящийся койот». Однако более точный перевод означает «койот с постным воротником», от Nezahualli - воротник, изготовленный из полос бумаги, скрученных вместе. Этот воротник носили те, кто соблюдал пост, чтобы показать другим, что им не стоит предлагать еду.

## Приход к власти
Несмотря на то, что Несауалькойотль был сыном тлатоани, юность его прошла в достаточно суровых условиях, а не во дворце. Его отец правил городом-государством Тескоко поблизости от могущественного города Аскапоцалько, управляемого тепанеками. В 1418 году, когда юному принцу было 15, тепанеки во главе с Тесосомоком, завоевали Тескоко и Несауалькойотль был вынужден бежать в Мехико (Теночтитлан).
Позже ему удалось объединить под своим началом армии таких могучих городов, как Тлакопан, Тлателолько, Уешоцинго, Тласкала и Чалько. В целом, армия состояла из более, чем 100,000 человек. В 1428 г. при помощи этой армии и при поддержке армии Теночтитлана Несауалькойотль разгромил тепанеков, занял престол тлатоани Тескоко и стал правителем акольхуа (науа — acolhuatekuhtli). Победа над тепанеками положила начало созданию Тройственного союза городов Мехико (Теночтитлана), Тескоко и Тлакопана.

## Достижения
Несауалькойотль считается правителем-поэтом, мудрецом. Он собрал вокруг себя группу последователей, называемых тламатини (тламатиниме — «мудрецы»). Они были философами, художниками, музыкантами и скульпторами при дворе Тескоко.
Считается, что правление Несауалькойотля ознаменовалось Золотым Веком в истории Тескоко, когда в стране царили закон, образование и культура, которые повлияли на соседние государства.
Несауалькойотль создал свод законов, основанный на разделении власти, путём создания финансового, военного, судебного и культурного (который фактически назывался «музыкальным») советов. Во время его правления Тескоко стал интеллектуальным центром ацтекского мира. Была создана обширная библиотека, трагически уничтоженная впоследствии испанскими колонистами. Он также основал академию музыки, куда съезжались дарования со всей Мезоамерики.
Согласно его биографам (и потомкам), Фернандо де Альва Кортесу Иштлишочитль и Хуану Баптисте де Помар, которые жили столетием позже, Несауалькойотль был монотеистом, последователем культа Тлоке Науаке. Он славил своего бога в десятиуровневой пирамиде-храме. Крыша этого храма была украшена драгоценными камнями, человеческие жертвы были строго запрещены. Богу жертвовали лишь цветы и благовония. Впрочем, некоторые исследователи считают, что Иштлишочитль и Помар несколько обелили фигуру Несауалькойотля перед испанскими колониальными властями.

## Литературное наследие
Вся земля — могила и ничто не избежит ее, ничто не превосходно настолько, чтобы не упасть и не исчезнуть. Реки, ручьи, фонтаны и воды текут, но никогда не возвращаются к своему радостному истоку; они спешат по обширному царству Тлалока, и чем шире они в берегах, тем быстрее создают они собственные погребальные урны. То, что было вчера, того нет сегодня; и пусть то, что есть сегодня не верит, что будет жить завтра…

Непобежденные принцы, воинственные вожди, будем искать, будем вздыхать о небесах, ибо там все вечно и ничто не тленно. Тьма могилы только ложе, дающее силу славному солнцу, и мрак ночи только обнаруживает яркость звезд. Ни у кого нет силы изменить эти небесные огни, ибо они служат отображением величия их Творца, и как наши глаза видят их сейчас, как их видели наши первые предки, так же будут их видеть наши последние потомки.
Несауалькойотль теперь считается самым прославленным из ацтекских поэтов. По сравнению с другими ацтекскими поэтами, о творчестве которых мы можем судить лишь по считанным текстам, как правило, двум-трём, от силы девяти (Текайеуатцин), наследие Несауалькойотля представлено 36 точно атрибутированными текстами, позволяющими судить о личности и мировоззрении поэта.
Творчество Несауалькойотля в целом можно определить как интимную философскую лирику. Эта лирика герметична — в том смысле, что полностью замкнута в личностных переживаньях и раздумьях и практически лишена элементов эпического фона (отдельные упоминания реалий окружающей действительности встречаются только в трёх стихотворениях).
Из анализа тех текстов, которые дошли до нас, мы можем сделать следующие умозаключения (которые могли бы быть совсем иными, дойди до нас не 36, а, скажем, 366 текстов).
Поэзия Несауалькойотля вообще не знает описательности.
В проблемном плане она очень ограничена и сосредоточена на нескольких философских темах.
Верлибровая форма, трагизм, рефлексивность и метафизичность поэзии Несауалькойотля делают её звучание поразительно современным.
Хотя философская концепция Несауалькойотля в общем соотносится с идейными поисками тламатиниме, сравнение его лирики с произведениями других ацтекских поэтов позволяет говорить об отчётливо различимых индивидуальных чертах, проявляющихся на уровнях содержания и стиля, что даёт возможность рассматривать его поэзию автономно.
Философия Несауалькойотля не укладывается в рамки коллективной мифологической системы ацтеков и, таким образом, представляет собой зрелое проявление индивидуального духа, свидетельствующее об общем высоком развитии культуры народов науа. За исключением образа единого полифункционального Божества, в основном умозрительно сконструированного самим же поэтом, в его лирике встречается ничтожное количество конкретных мифологических образов: один раз метафорически упоминается Тлалокан (обитель бога дождя и плодородия Тлалока), несколько раз — бог солнца и войны Уицилопочтли и связанные с ним культовые воинские объединения «Орлы» и «Ягуары». Наконец, только три стихотворения, стоящие как бы особняком в его творчестве, в содержательном плане следуют мистической военной доктрине Теночтитлана и прославляют смерть в бою.
Отрыв поэзии Несауалькойотля от мифологии проявляется и на более глубоком уровне. Всякая мифологическая система в конечном счёте имеет целью так или иначе «организовать» личностное сознание для его общественного функционирования, и потому она органически не терпит скепсиса и рефлексии. Лирика Несауалькойотля насквозь пронизана духом глубокого сомнения и неустанного метафизического поиска; рефлексия выявляется как некое непреложное состояние его души и разума и ложится в основу его мировоззрения. Рефлексивность лирики Несауалькойотля выражается даже на уровне стилистики — в виде законченного и характерного поэтического приёма. В ткань поэтического текста постоянно вклиниваются особого типа тезисные вопросы: как правило, они непосредственно не связаны с последующими и предыдущими стихами и вполне автономны.

## Семья
Несауалькойотль оставил после себя 110 детей.
- Аскальшочицин [Azcalxochitzin] — мешикская госпожа, дочь его дяди Темикцина [Temictzin]
  - Тесаупильцинтли [Tetzauhpizintli] — наследник престола, казнен по обвинению в заговоре против отца,
  - Несауальпилли — тлатоани Тескоко
- ??? — наложницы
  - Эйауэ [Eyahue] — принц
  - Уэцин [Huetzin] — принц, по наущению матери лжесвидетельствовал против Тецаупильцинтли по обвинению в заговоре против отца

## Наследие

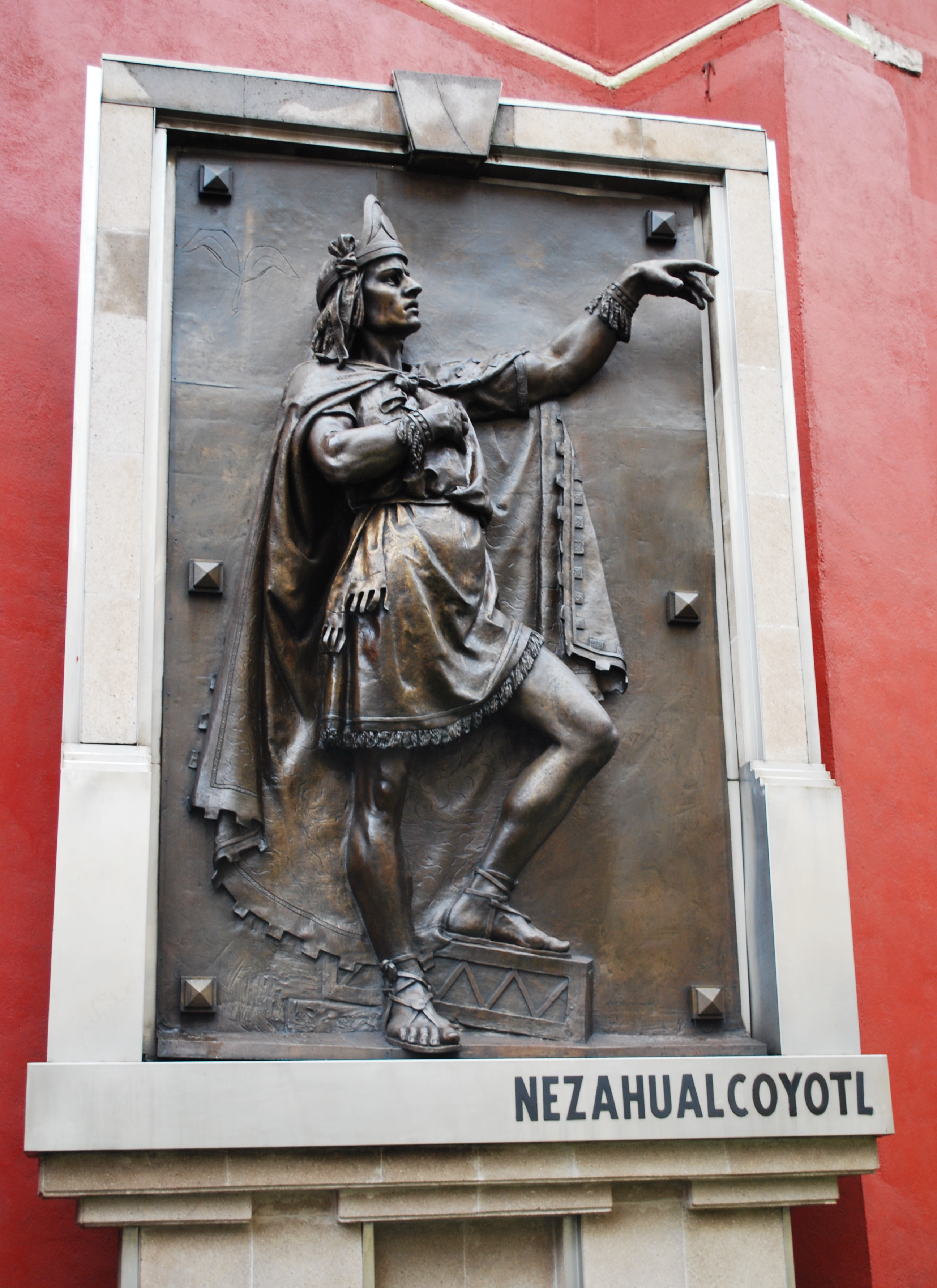
Статуя Несауалькойотля работы Хесуса Фруктуосо Контрераса

Дата смерти Несауалькойотля зарегистрирована как 4 июня 1472 года, у него осталось много наложниц и примерно 110 детей. Ему наследовал его сын Несауальпилли в качестве тлатоани Тескоко.
Его правнуку Хуану Баутисте Помару приписывают составление сборника стихов науатль (Romances de los señores de la Nueva España) с хроникой истории ацтеков. Пресноводная рыба-меченосец Xiphophorus nezahualcoyotl названа в честь Несауалькойотля. Несауалькойотль изображен на современной банкноте Мексики в 100 песо,, его имя высечено золотыми буквами (бронзой с позолотой) на Стене почёта в зале заседаний Палаты депутатов мексиканского Конгресса. Мысли поэзии Несауалькойотля пересказывались позднейшими авторами, в том числе Львом Толстым («Из завещания мексиканского царя»).